# Bildfelddrehung
Als Bildfelddrehung wird in der Astrofotografie der störende Effekt genannt, dass sich bei Langzeitbelichtungen das Bildfeld um seine Mitte dreht und die Sterne nicht mehr genau punktförmig abgebildet werden.
Bei der altazimutalen Montierung wird die Bildfelddrehung dadurch verursacht, dass die Kompensation der Erddrehung um eine vertikale Achse statt um die Himmelsachse (Parallele zur Erdachse) erfolgt. Die Drehung ist bei langen Brennweiten schon nach einigen Sekunden bemerkbar.
Eine äquatoriale Montierung des Fernrohrs oder Astrografen vermeidet diesen Effekt, wenn sie exakt zum Himmelspol ausgerichtet ist (siehe auch Scheiner-Methode). Bei einer kleinen Abweichung davon kann zwar die Nachführung mittels des Leitfernrohrs korrigiert werden, außerhalb der Bildmitte können die Sternbildchen jedoch tangential etwas verzerrt sein. 
Mathematisch berechenbar ist die Bildfelddrehung mittels des  parallaktischen Winkels, der vom Sternort, der Zeit und dem Breitengrad abhängt. Genauer ist die Bildfelddrehung {\displaystyle {\dot {\eta }}} die Zeitableitung des parallaktischen Winkels η. Für einen gegebenen Azimut A und eine gegebene Höhe h auf der geographischen Breite φ beträgt sie
{\displaystyle {\dot {\eta }}=\Omega {\frac {\cos(\varphi )\cdot \cos(A)}{\cos(h)}},}
worin Ω die siderische Rotationsfrequenz der Erde, also diejenige Geschwindigkeit ist, mit der sich die Erde unter dem Sternenhimmel hindurch dreht. Diese beträgt
{\displaystyle \Omega ={\frac {1{\text{ Umdrehung}}}{\text{Sterntag}}}={\frac {360^{\circ }}{86164{,}091\,{\text{s}}}}=4{,}178\cdot 10^{-3}\,{\frac {\text{deg}}{\text{s}}}=15{,}04\,{\frac {\text{Bogensekunden}}{\text{Zeitsekunde}}}.}